# Kerti sodrómoly
A kerti sodrómoly  vagy zöld rügysodó (Pandemis cerasana) a valódi lepkék (Glossata) alrendjébe tartozó sodrómolyfélék (Tortricidae) családjának egyik, hazánkban is honos faja.

## Elterjedése, élőhelye
Ez a palearktikus faj Magyarországon is mindenfelé megtalálható.

## Megjelenése
Világosbarna szárnyán sötétbarna a minta; az egyes példányok mintázata igen különböző lehet. A szárny fesztávolsága 16–24 mm.

## Életmódja
Hazánkban évente két nemzedéke fejlődik ki; a közepesen fejlett hernyók telelnek át. A fiatal hernyók kirágják a rügyeket, majd a levél fonákjára települnek. Összesodorják a termő- és a levélhajtásokat, elpusztítják azok belsejét, megrágják a virágbimbókat. Az idős hernyók lyuggatva és karéjozva rágják a leveleket; az összeszőtt hajtások eltorzulnak. Az őszi hernyók gyakran hozzászőnek egy levelet a gyümölcs felületéhez, és annak védelmében felszínesen, de szélesen rágják a gyümölcsöt. A rágás helyén vagy a talajban bábozódnak.
A lepkék évente kétszer, májusban és június–júliusban rajzanak, a két nemzedék rajzása elkülönül.
Polifág faj, amelynek tápnövényei között lombos és tűlevelű fák egyaránt szerepelnek. Csapadékos nyarakon a gyümölcsösök – főleg az alma – jelentős kártevőjévé válhat. Gyakran károsítja még az alábbi gyümölcsöket:
- birs,
- körte,
- naspolya,
- kajszibarack,
- őszibarack,
- szilva,
- mandula,
- cseresznye,
- meggy,
- málna,
- szamóca,
- ribiszke,

és ezek mellett különböző vad cserjéket is. Esetenként a tölgy, a lucfenyő és a jegenyefenyő erdészeti kártevőjévé is válhat.